# کتابشناسی بین‌المللی علوم اجتماعی
کتاب‌شناسی بین‌المللی علوم اجتماعی یا آی‌بی‌اس‌اس (به انگلیسی: The International Bibliography of the Social Sciences) یک پایگاه کتاب‌شناسی برای علوم اجتماعی و تحقیقات میان‌رشته‌ای است. این پایگاه که بر روی رشته‌های علوم اجتماعی انسان‌شناسی، اقتصاد، سیاست و جامعه‌شناسی، و موضوعات میان رشته‌ای مرتبط، مانند مطالعات توسعه، جغرافیای انسانی و محیط زیست و مطالعات جنسیتی تمرکز دارد در سال ۱۹۵۱ تأسیس شد و توسط بنیاد ملی علوم سیاسی در پاریس تهیه شد. تولید این فهرست در سال ۱۹۸۹ به مدرسه اقتصاد لندن و سپس در سال ۲۰۱۰ به ProQuest منتقل شد.